# Про бідного гусара замовте слово
«Про бі́дного гуса́ра замо́вте сло́во» (рос. «О бедном гусаре замолвите слово») — російський радянський телевізійний історичний фільм режисера Ельдара Рязанова. Прем'єра фільму на Центральному телебаченні СРСР відбулася 1 січня 1981 року.

## Сюжет
Дія відбувається приблизно через 20 років після Французько-російської війни 1812 року. У невелике містечко вступає гусарський полк. Одночасно з Санкт-Петербурга у місто прибуває чиновник граф Мерзляєв (Олег Басілашвілі), що має доручення перевірити декількох гусарів цього полку на благонадійність. Для проведення своєї «операції» Мерзляєв долучає провінційного актора Бубенцова (Євген Леонов), який потрапив у місцеву в'язницю за скандальний вчинок. Дочка Бубєнцова — Настя (Ірина Мазуркевич) — любить підозрюваного в неблагонадійності корнета Плетньова (Станіслав Садальський). Мерзляев змушує Бубєнцова розіграти роль небезпечного бунтівника, якого під конвоєм має перевезти Плетньов. Бубенцов настільки входить в образ, що Плетньов зі співчуття відпускає його на волю, після чого на Бубенцова починається вже справжнє полювання…

## У ролях
- Євген Леонов — Афанасій Петрович Бубенцов, провінційний актор
- Олег Басілашвілі — граф Мерзляєв, дійсний таємний радник
- Ірина Мазуркевич — Настя Бубенцова
- Станіслав Садальський — корнет Олексій Плетньов
- Валентин Гафт — полковник Іван Антонович Покровський, командир кавалерійського полку
- Георгій Бурков — Артюхов (Єгорович), камердинер Мерзляєва
- Зиновій Гердт — Берцовскій, продавець папуг
- Олександр Бєлявський — губернатор
- Зоя Василькова — губернаторша
- Тюремники:
  - Віктор Павлов — Степан
  - Борислав Брондуков
- Гусари:
  - Володимир Носик — корнет
  - Валерій Погорельцев — Литкін
  - Микола Кочегаров
  - Олексій Шмаринов
  - Анатолій Єгоров
  - Анатолій Меньщиков
- модистки:
  - Наталя Гундарева — Жу-жу
  - Світлана Немоляєва — мадам
  - Лія Ахеджакова — Лулу
- Провінційні актори:
  - Валентина Тализіна — Анна Петрівна Спешнева
  - Григорій Шпігель — суфлер
  - Готліб Ронінсон — Марк Юлійович Мовзон
  - Елла Некрасова
  - Віктор Філіппов — Федір Степанович Спиридонов
- Андрій Миронов — текст від автора